# KV-5

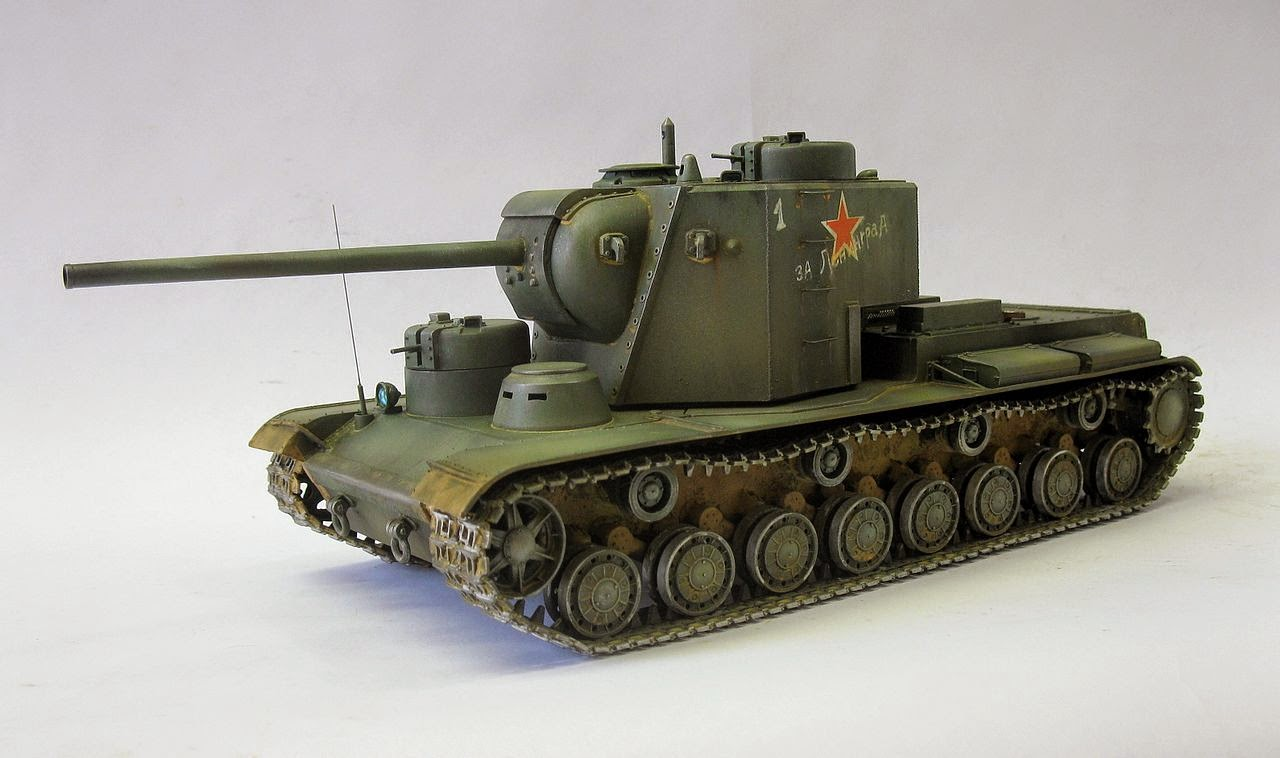

De KV-5 (Kliment Voroshilov 5) was een superzware tank ontwikkeld door de Sovjet-Unie in 1941. In juni 1941 begon de Sovjet-Unie met het bouwen van een verbeterde versie van de KV-4 in Leningrad. Het project was af in augustus maar de plannen werden later onderbroken door het Beleg van Leningrad in september 1941. Het project is daarna nooit afgemaakt. De reden daarvoor is onbekend.
De tank moest een nieuwe koepel krijgen en een nieuwe motor die speciaal voor de KV-5 was gebouwd. Een 1200 h.p. motor en een 107-mm ZIS -kanon. De motor kwam echter nooit af en moest plaatsmaken voor twee
VK-2K motoren.